# Alfa Romeo Giulia GTA
L'Alfa Romeo Giulia GTA è un'automobile sportiva prodotta dalla casa automobilistica italiana Alfa Romeo tra il 1965 ed il 1975 in varie versioni.

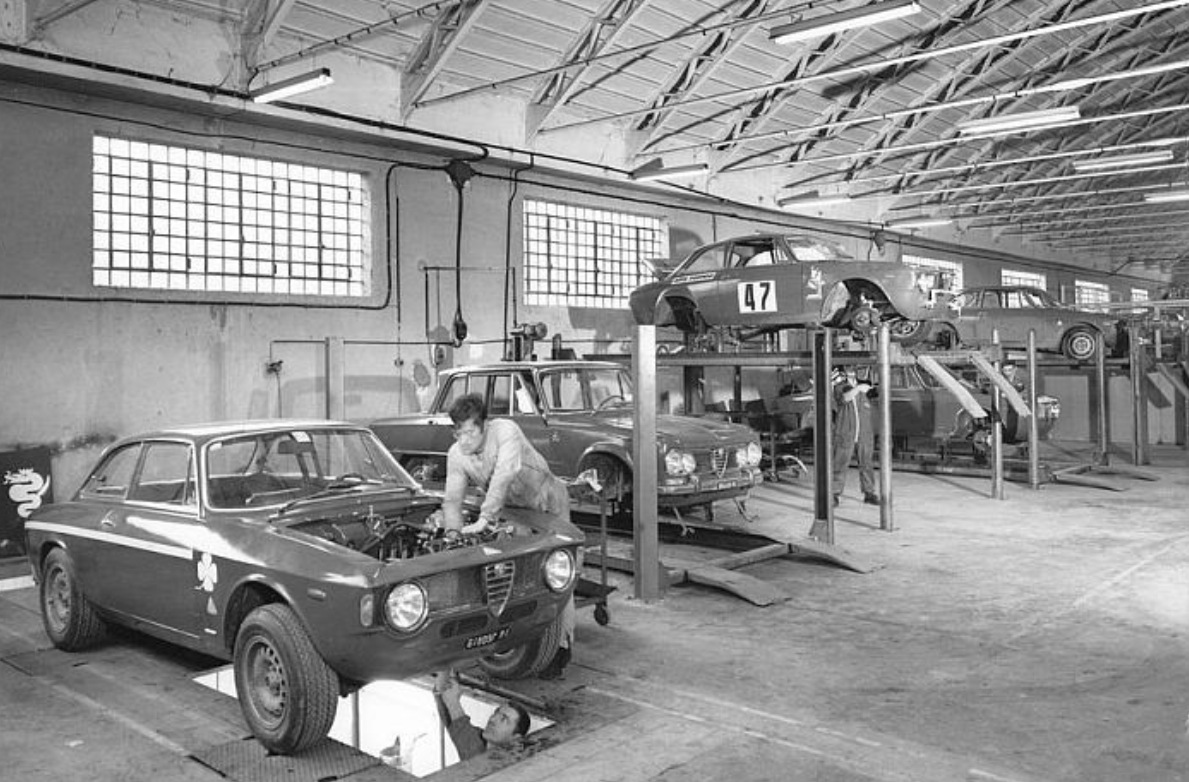
Giulia GTA durante le fasi di assemblaggio alle officine Autodelta

## Il contesto
Le stagioni sportive 1963-1964 avevano registrato l'inattesa superiorità della Giulia TI Super, sia in saltuarie partecipazioni a gare del nascente Challenge europeo Turismo, sia nelle varie competizioni riservate alle automobili da turismo derivate dalla serie. Ciò aveva stimolato le case concorrenti che, con una spregiudicata interpretazione del regolamento, avevano schierato in pista automobili pensate per le competizioni anche se derivate dalla produzione di serie.
Per contrastare l'offensiva di Ford, BMC e BMW sulle piste europee, l'Alfa Romeo decise di sottoporre il problema alla neonata Autodelta, la società diretta da Carlo Chiti che si era occupata già della Giulia Ti Super.
Per ovviare ai problemi di peso ed eccessivo sottosterzo della Giulia TI Super la soluzione proposta dall'ing. Chiti fu realizzare una nuova derivata sulla base della Giulia Sprint GT potenziandone la meccanica e alleggerendola il più possibile realizzando la carrozzeria in alluminio (Peraluman 25) ma mantenendone pressoché invariata la linea.
Fu possibile partire dalla Sprint GT, nonostante la carrozzeria 2 porte facesse pensare ad una vettura di categoria Gran Turismo, perché Chiti leggendo il regolamento del Turismo Gr.2 si accorse che esso per poter omologare un'auto non parlava di numero di portiere ma di misure minime dei 4 posti a sedere, ciò nonostante i sedili posteriori della Sprint GT non erano abbastanza "accoglienti". L'espediente suggerito per aggirare l'ostacolo fu geniale: sarebbe bastato eliminare "ufficialmente" i sedili posteriori imbottiti nelle vetture di serie sostituendoli con una panchetta di plastica, abbastanza sottile da recuperare i centimetri mancanti, per poi fornire i sedili imbottiti come optional.
L'idea di Chiti venne approvata dalla dirigenza Alfa Romeo e l'Autodelta iniziò la trasformazione dei prototipi della futura GTA negli ultimi mesi del 1964 con la collaborazione degli ingegneri dell'Alfa Romeo Orazio Satta Puliga e Giuseppe Busso.

## Le versioni
La storia della GTA si può dividere in tre capitoli principali: Giulia Sprint GTA, GTA Junior 1300 e 1750-2000 GTam.

### La Giulia Sprint GTA (1965-1967/69)

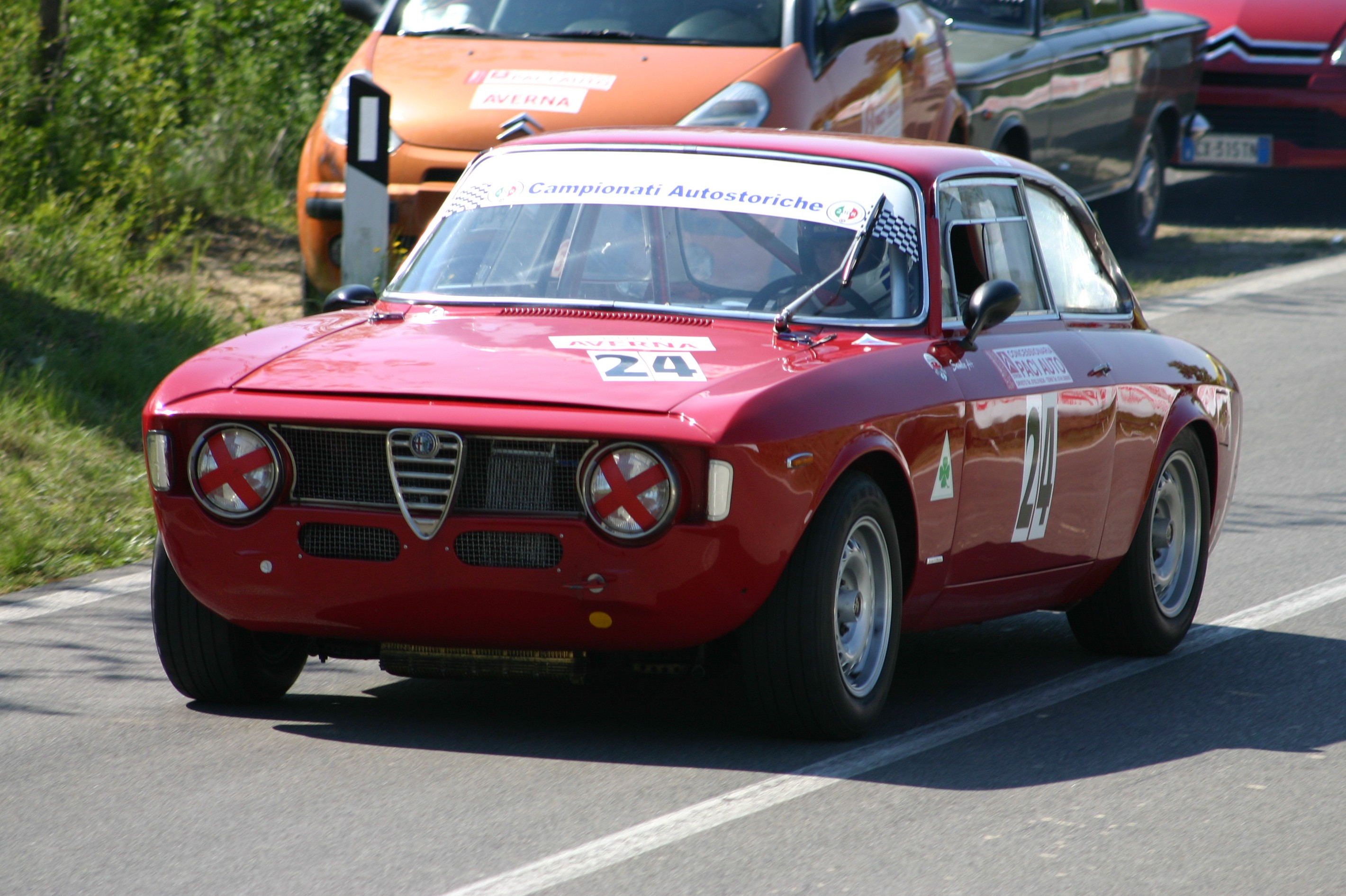
Una Giulia Sprint GTA da competizione

La prima versione prodotta fu l'Alfa Romeo Giulia Sprint GTA (Gran Turismo Alleggerita), presentata al salone dell'automobile di Amsterdam il 18 febbraio 1965 e prodotta fino al 1967, pur rimanendo a listino fino al 1969.
Esteticamente la vettura non si differenzia molto dalla Sprint GT da cui derivava ma pesa solo 745 kg, ben 200 kg in meno dei 950 della Sprint GT di serie. Questo perché i pannelli esterni (tetto, parafanghi, porte e cofani) della carrozzeria erano stati realizzati in Peraluman 25, una lega di alluminio e magnesio al 5,6% con manganese, rame e zinco, e rivettati alla struttura portante in acciaio della Sprint GT spogliata anche dell'antirombo. Questi rivetti sono ben visibili all'interno dei passaruota e nei gocciolatoi.
Sempre per abbassare il peso le maniglie vennero sostituite con dei più leggeri "archetti" metallici con serratura a pulsante, nella parte anteriore vennero aperte due prese d'aria supplementari sotto lo scudetto anteriore (anch'esso alleggerito), la griglia venne sostituita con una più leggera e i cristalli laterali e il lunotto posteriore furono realizzati in plexiglas.
All'interno, oltre alla panchetta sopracitata, venne montato il volante Hellebore con corona in legno della Giulia TZ mentre i cerchi vennero realizzati dalla Campagnolo in magnesio. Inoltre per alleggerirla ulteriormente coppa dell'olio maggiorata, campana della frizione e scatola del differenziale autobloccante ZF furono fusi in elektron.

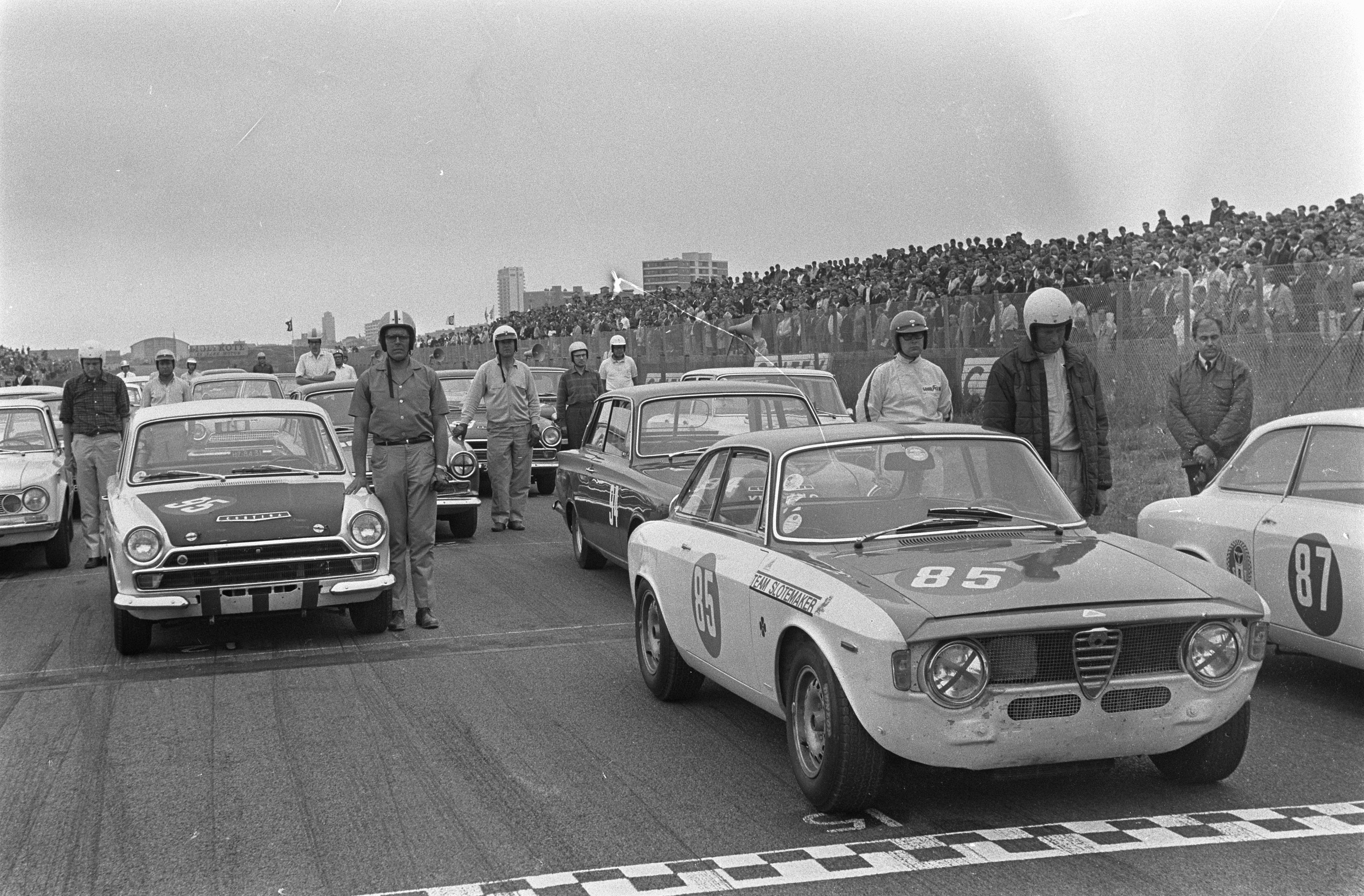
La griglia di partenza del Gran Premio di Zandvoort Gr. 2 con una Giulia Sprint GTA in prima fila durante il minuto di silenzio in memoria di Wim Loos, 30 luglio 1967

Il motore, a fronte di pochi cavalli guadagnati sulla versione stradale, venne ri-progettato per poter reggere le elaborazioni ed i successivi aumenti di potenza necessari per prevalere in pista. Il 1.6 bialbero della Sprint GT venne dotato di bielle e pistoni speciali e testata a doppia accensione (due candele per cilindro) con valvole maggiorate inclinate tra loro a "V" di 80°; quelle di aspirazione e scarico passarono rispettivamente da 35 e 31 mm a 40,5 e 36,5 mm. L'alimentazione fu affidata a due carburatori doppio corpo Weber 45 DCOE di maggiori dimensioni (45 mm di diametro anziché 40) e ad una pompa della benzina elettrica.
In versione stradale, con rapporto di compressione 9,7:1, erogava 115 CV a 6000 giri/min di potenza massima e 14,5 kgm di coppia a 3000 giri/min con velocità massima dichiarata di oltre 185 km/h e prezzo di Lit.2.995.000 + IGE del 4%, tuttavia sulle versioni preparate per le competizioni dall'Autodelta con scarico laterale poteva raggiungere la potenza di 160-170 CV a 6500 giri/min e una coppia di 16,5 kgm a 5500 giri/min in una vettura con un peso ridotto di altri 45 kg circa grazie all'eliminazione di paraurti, sedili e altre minuterie.
Il suo esordio nelle competizioni fu nel 1965 alla gara di velocità in salita Trento-Bondone dove conquista la vittoria di categoria, per poi vincere lo stesso anno la Coupe des Alpes. Dopo le prime gare i piloti evidenziarono la tendenza della GTA ad "alzare" in curva la ruota posteriore interna perdendo trazione in uscita dalle curve. L'ingegner Chiti risolse il problema con l'adozione del cosiddetto "Slittone", un dispositivo meccanico applicato alla sospensione posteriore che consentiva di abbassare il centro di rollio; da allora le GTA da corsa dotate di questo dispositivo "alzavano" la ruota anteriore interna, consentendo un'ottimale trazione in uscita.

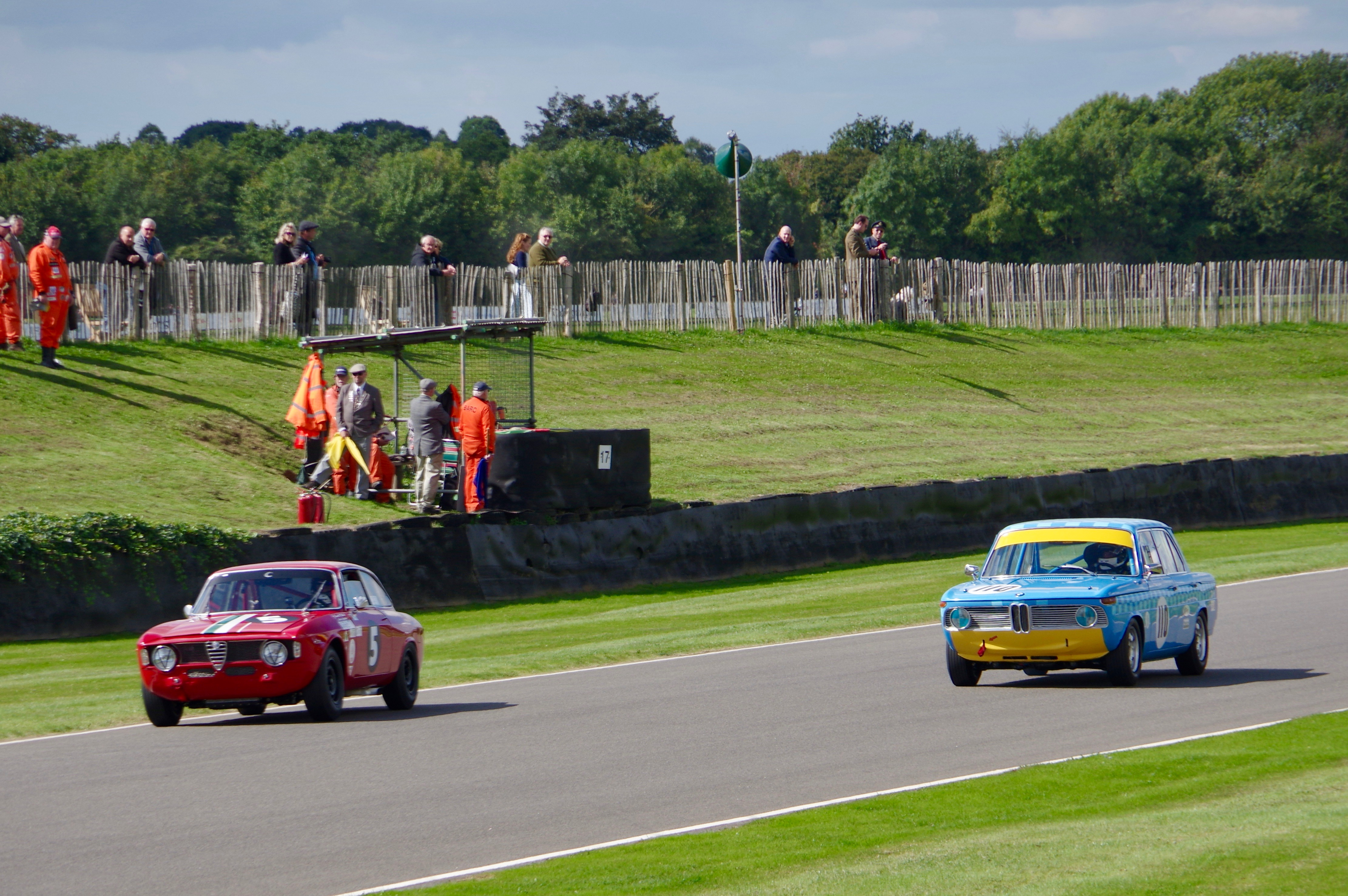
Un'Alfa Romeo Giulia Sprint GTA e una BMW 1800 TiSA al Goodwood revival 2018

Nel 1966 la GTA dominando la 4 ore di Monza, la 500 Km di Snetterton, la 6 ore di Nurbürgring e il GP di Zandvoort vinse con Andrea de Adamich il Challenge Europeo Turismo, per poi vincere sempre nel 1966 la Mitropa Rally Cup, prima automobile italiana a vincere la coppa europea di rally, mentre nel 1969 vince il Challenge Europeo Turismo condotta da Spartaco Dini; questi furono i risultati più importanti della GTA ma la sua carriera fu lunghissima e ricca di successi nazionali e minori.

#### La GTA SA (1967)
Nel marzo 1967, alla 2ª Mostra delle vetture da competizione tenutasi al Museo dell'Automobile di Torino, l'Alfa Romeo presentò la GTA SA (Sovra Alimentata) per competere tra i prototipi Gr.5 dotando la normale GTA di sovralimentazione a olio. L'ingegner Filippo Surace aggiunse a monte dei carburatori due compressori centrifughi in parallelo mossi altrettante turbine idrauliche ruotanti ad oltre 90.000 giri/min azionate dall'olio in pressione inviato da una pompa idraulica assiale a 7 pompanti Alfa Romeo a portata variabile azionata da catena. Con questa soluzione la pressione di sovralimentazione poteva essere facilmente regolata in funzione del tipo di percorso e della durata di gara, comunque fu dichiarata una potenza di 220 CV (al massimo sviluppo 230 CV) a 7.500 giri/minuto, che consentiva alla GTA SA di superare i 230 km/h di velocità massima.
Allo scopo di limitare lo stress dei pistoni, l'alesaggio venne aumentato a 86 mm e la corsa diminuita a 67,5 mm per ottenere la cilindrata 1570 cm3 che moltiplicata per il coefficiente di sovralimentazione 1.4 originava la "nuova" cilindrata 2189 cm3, che rientrava nel Gr.5 2000-2500. Nonostante la decisa propensione a prendere fuoco durante la gara, causata dalle inevitabili perdite d'olio dalla pompa ad alta pressione, e all'erogazione "difficile" una delle sole 10 GTA SA prodotte si aggiudicò la 100 Miglia di Hockenheim nel 1967 e, l'anno successivo, una gara sul circuito francese di Montlhéry, oltre a numerose gare in salita disputatesi in Francia e Belgio.

### La GTA 1300 Junior (1968-1975)

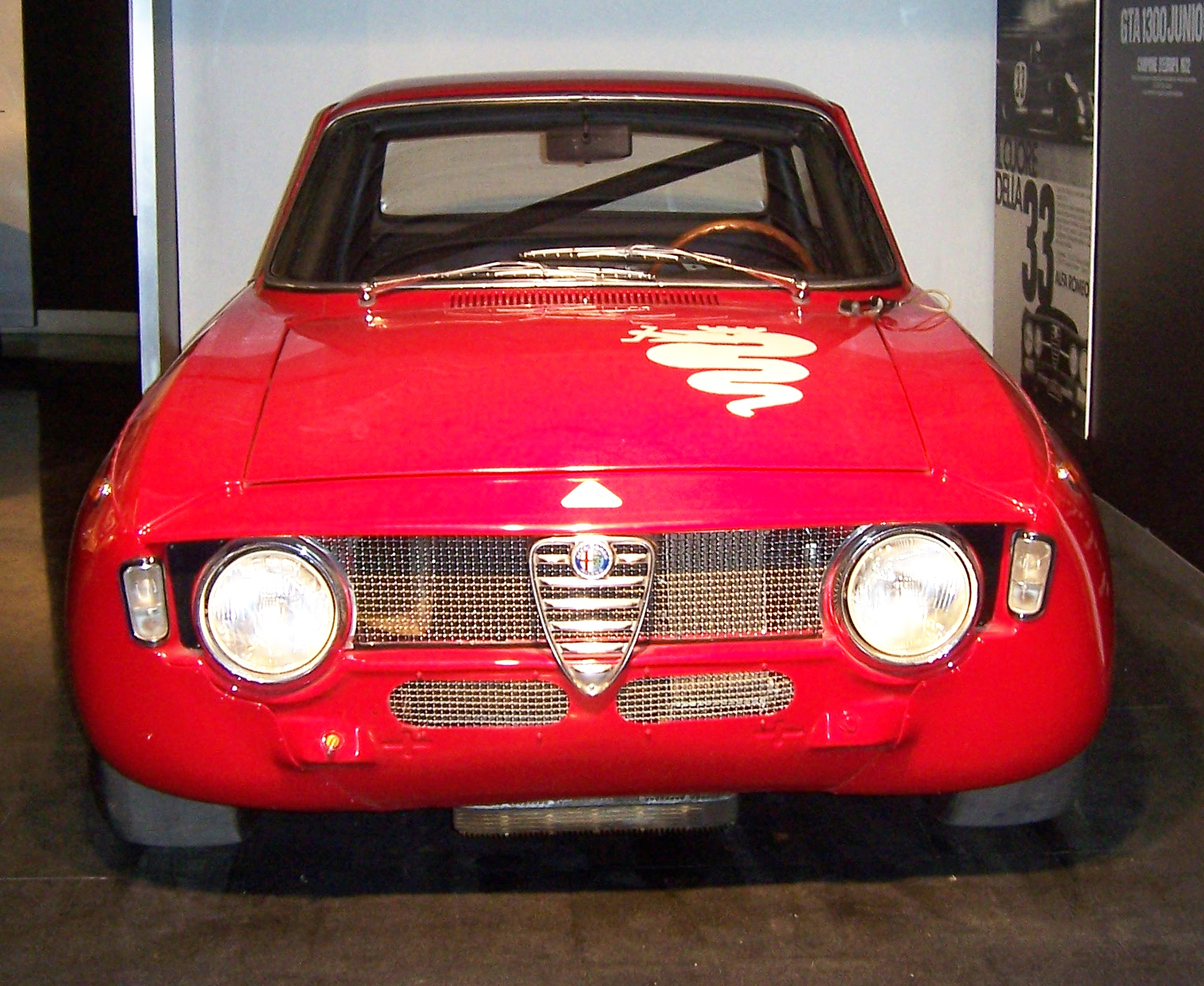
La GTA 1300 Junior del 1972 del Museo storico Alfa Romeo

Nel giugno 1968 l'Alfa Romeo decise di sostituire la Sprint GTA con la sua erede, di cilindrata inferiore ma ugualmente vincente, la GTA 1300 Junior, che rimase a listino fino al 1975.
La vettura è l'evoluzione della 1600 con l'aggiunta del servofreno e un nuovo motore 1290 cm³ che eroga nella versione stradale 96 CV a 6000 giri/min e 12,1 Kgm a 5000 giri/min ma era ancora più adatto del 1.6 alle elaborazioni perché a corsa corta (67,5 mm) e quindi capace di girare più in alto. Le modifiche estetiche furono limitate a dei nuovi adesivi: al posto del piccolo adesivo triangolare con un quadrifoglio verde sui parafanghi anteriori vennero applicati un grande quadrifoglio e una striscia sulle fiancate, un grande biscione sul cofano e l'adesivo con la denominazione ufficiale sul baule; bianchi su carrozzeria rossa e verdi su carrozzeria bianca. I cerchi anziché in elektron rimasero in lamiera d'acciaio come sulla GT Junior. Il prezzo venne fissato in Lit.2.198.000 + IGE del 4%.Il listino ufficiale Alfa Romeo comprendeva,anche un'edizione Autodelta stradale accreditata di 160 CV a 7800 giri/min, per una velocità massima di 210 km/h e un prezzo di Lit.3.148.000 + IGE del 4%, con la possibilità di equipaggiare l'auto con una speciale marmitta denominata "tipo rally", che,a quanto si disse,  metteva al riparo da multe e dolore agli orecchi, a prezzo però di 15 CV.

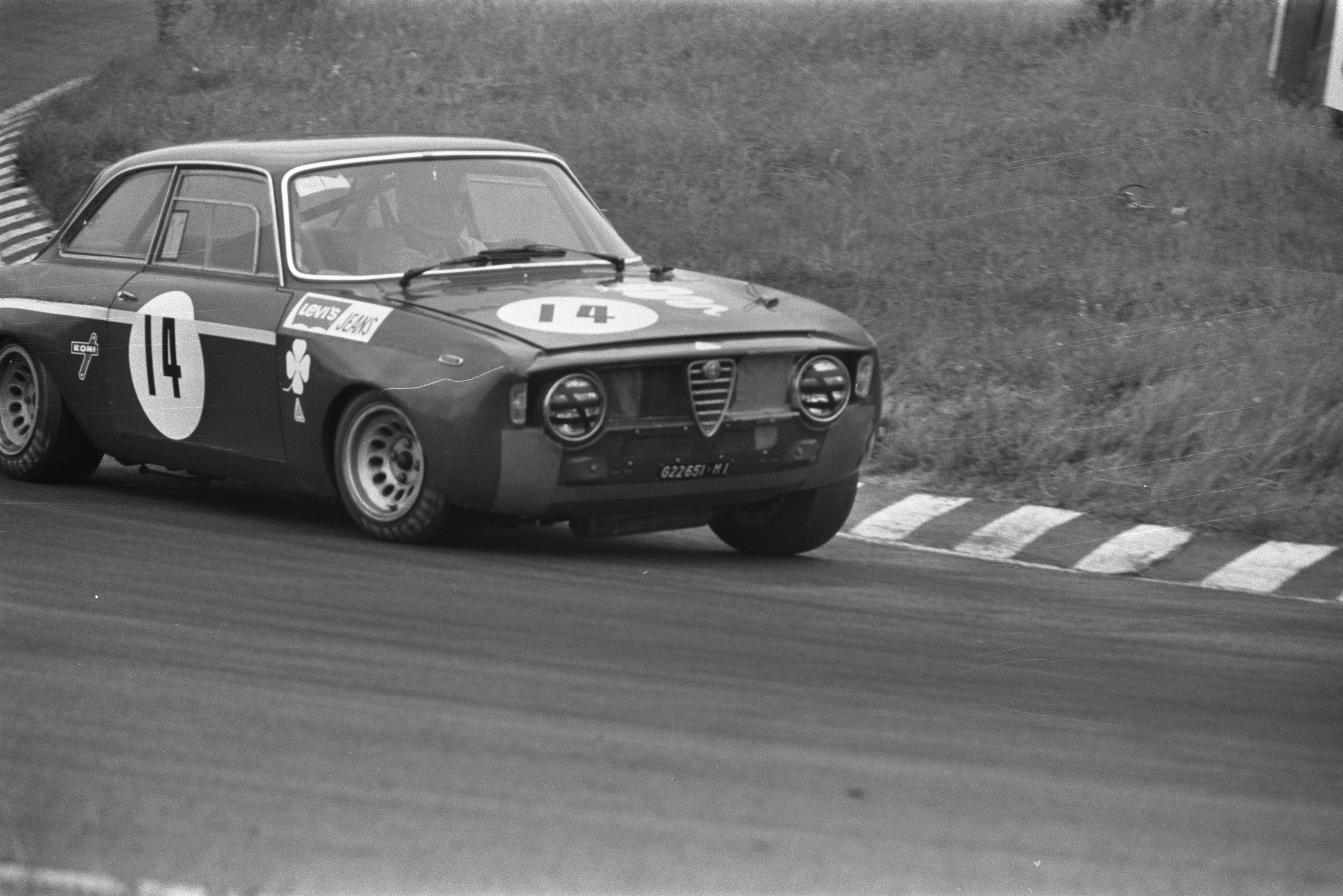
Una GTA 1300 Junior in azione a Zandvoort nel 1971

Inoltre l'Autodelta decise di omologare e mettere in commercio anche la versione elaborata per le competizioni, dotata di motore da 145 CV a 7200 giri/min e 14 kgm a 6500 giri/min con carburatori Weber 45 DCOE e parafanghi allargati in vetroresina per far posto a gomme Dunlop Racing su cerchi con canale da 9" insieme a tutti gli accorgimenti necessari per gareggiare appena dopo aver lasciato il concessionario. Con l'adozione della testata "stretta" (valvole angolate tra loro a "V" di 45°) con singola accensione e nel 1971 dell'alimentazione ad iniezione meccanica indiretta, la potenza crebbe fino a 150-160 CV e nel 1974 addirittura a 170-180 CV sui pochi esemplari dotati di testata a 16 valvole e carter secco.
La GTA 1300 Junior dominerà il campionato europeo di categoria per 4 anni consecutivi, andando a vincere nel 1972 tutte le prove del campionato con i piloti Gian Luigi Picchi, Carlo Facetti, Toine Hezemans, Gijs Van Lennep, Spartaco Dini, Luigi Colzani e Massimo Larini. Da menzionare la splendida vittoria assoluta alla 4 ore di Jarama del 1972 dove la piccola 1300 vinse di fronte alle potentissime Ford Capri RS 3100 di cilindrata largamente superiore. Il fenomeno della GTA si ripercuote su tutto il panorama europeo delle competizioni dove preparatori, come Conrero, Angelini, Monzeglio o Facetti, e piloti sfruttano le caratteristiche di leggerezza e maneggevolezza per vincere la propria classe, e a volte anche l'assoluto, in diverse discipline automobilistiche.

### La 1750-2000 GTAm (1970-1971)

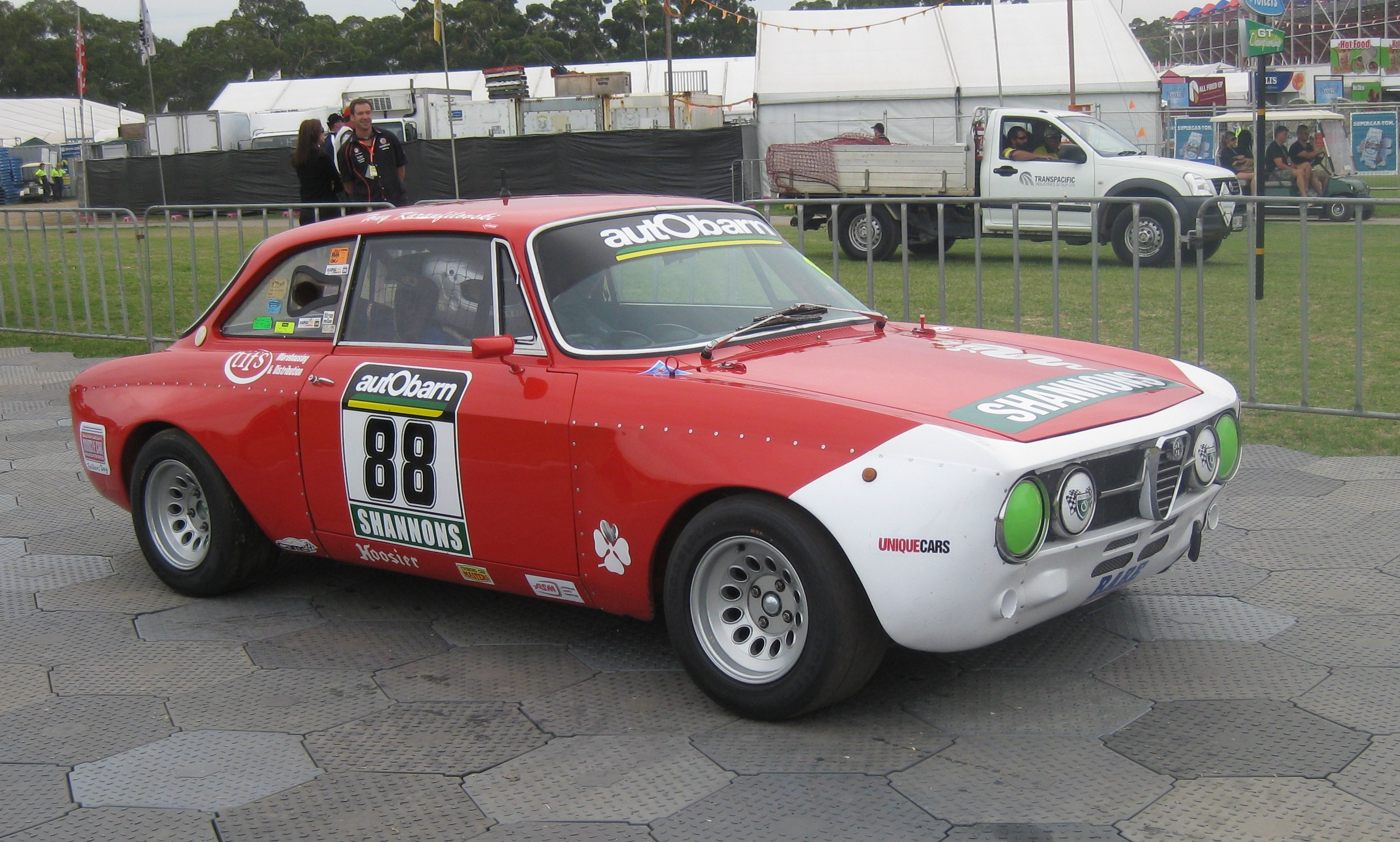
Una 1750 GTAm del 1970 sul circuito di Adelaide, durante il Touring Car Masters nel 2011

A partire dal 1969 l'Autodelta inizia lo sviluppo di una versione da competizione della nuova 1750 GT Veloce con l'intenzione di gareggiare nel Campionato Europeo Turismo e prendere parte ai rally nel Gruppo 2, dove dal 1970 possono competere vetture con propulsori fino a 2000 cm³ prodotte in almeno 1000 esemplari. L'omologazione della nuova 1750 GTAm arrivò nell'ottobre 1969 utilizzando come base la 1750 GT Veloce America (serie 105.51) dotate dell'iniezione SPICA, Società Pompe Iniezione Cassani & Affini, di proprietà dell'Alfa Romeo, perché l'allegato "J" del regolamento 1970 non permetteva di cambiare il sistema di alimentazione presente sulla vettura di serie e l'Autodelta vuole utilizzare l'iniezione per accrescere la potenza e contemporaneamente evitare i fenomeni di variazione di carburazione in curva e staccata, dove gli pneumatici slick causavano spostamenti della benzina nelle vaschette dei carburatori, che a seconda della direzione smagrivano o ingrassavano la miscela in modo inaccettabile .
Le vetture da corsa conservano la denominazione 1750 e acquisiscono un nuovo suffisso, la cui terminologia esatta depositata dalla casa madre sulla fiche di omologazione è "GT Am". Se l'acronimo GTA ha un significato chiaro la sigla GTAm ha un significato più misterioso su cui gli appassionati si sono sempre trovati in disaccordo: secondo alcune fonti "Am" starebbe per "Alleggerita modificata", per altre per "Alesaggio maggiorato", per Luigi Fusi "Accensione doppia cilindrata maggiorata" mentre secondo la tesi accreditata dalla maggior parte degli esperti di marca, piloti ed ex meccanici, avallata da un'intervista a Chiti stesso, starebbe semplicemente per "America".

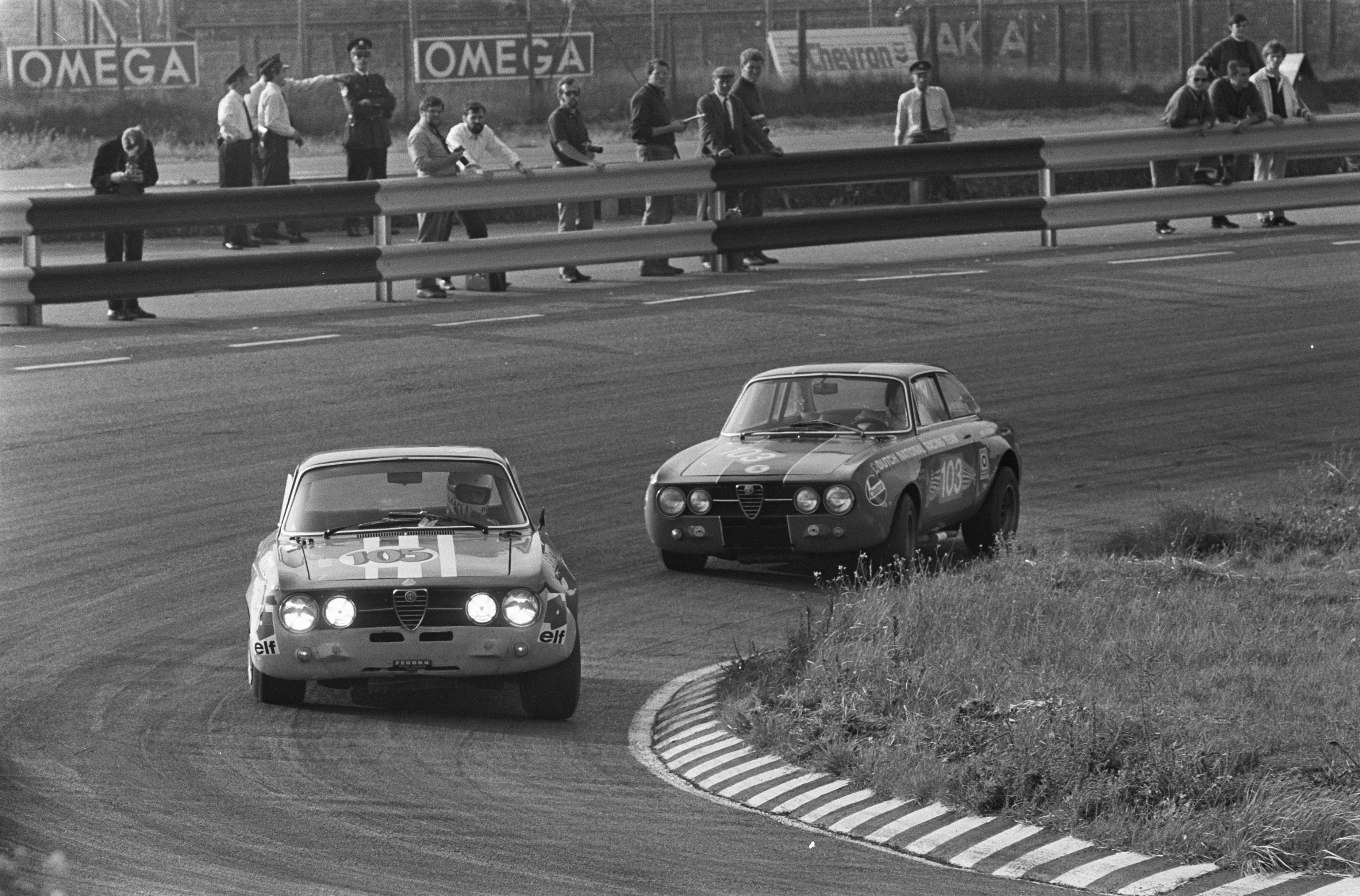
Le Alfa Romeo 1750 GTAm di Toine Hezemans e Nico Chiotakis in azione a Zandvoort, 9 agosto 1970

In realtà delle circa 50 vetture realizzate dall'Autodelta all'epoca non tutte erano basate sulla 1750 GT Veloce America (versione 105.51), vi erano anche molte 1750 GT Veloce europee (versione 105.44) anche se diverse GTAm originali montano strumenti in miglia; tuttavia trattandosi di auto da competizione che hanno corso per anni ovviamente hanno ricevuto nel tempo modifiche ed evoluzioni che ne hanno intaccato l'originalità.
Il motore della GTAm, oltre all'alimentazione ad iniezione, comunque un sistema ad iniezione indiretta completamente diverso da quello di serie, subì altre profonde modifiche tra cui la cilindrata aumentata a 1985 cm3 con alesaggio e corsa maggiorati a 84,5 e 85,5 mm grazie alla fusione unica delle canne dei cilindri e l'adozione della testa "stretta" per una potenza di 195-220 CV a 7500 giri/min.
Rispetto alla GTA anche le modifiche alla scocca furono sostanziali, la carrozzeria rimase quella in acciaio della 1750 GT Veloce con parafanghi allargati in vetroresina per far posto a gomme Dunlop Racing su cerchi con canale da 9" e 10", su alcuni esemplari vennero usate anche le portiere in lega della GTA mentre su tutti era montato il collaudato "slittone". Le vetture si dimostrano altamente competitive, tanto da conquistare il titolo europeo nel 1970 con il pilota Olandese Toine Hezemans.

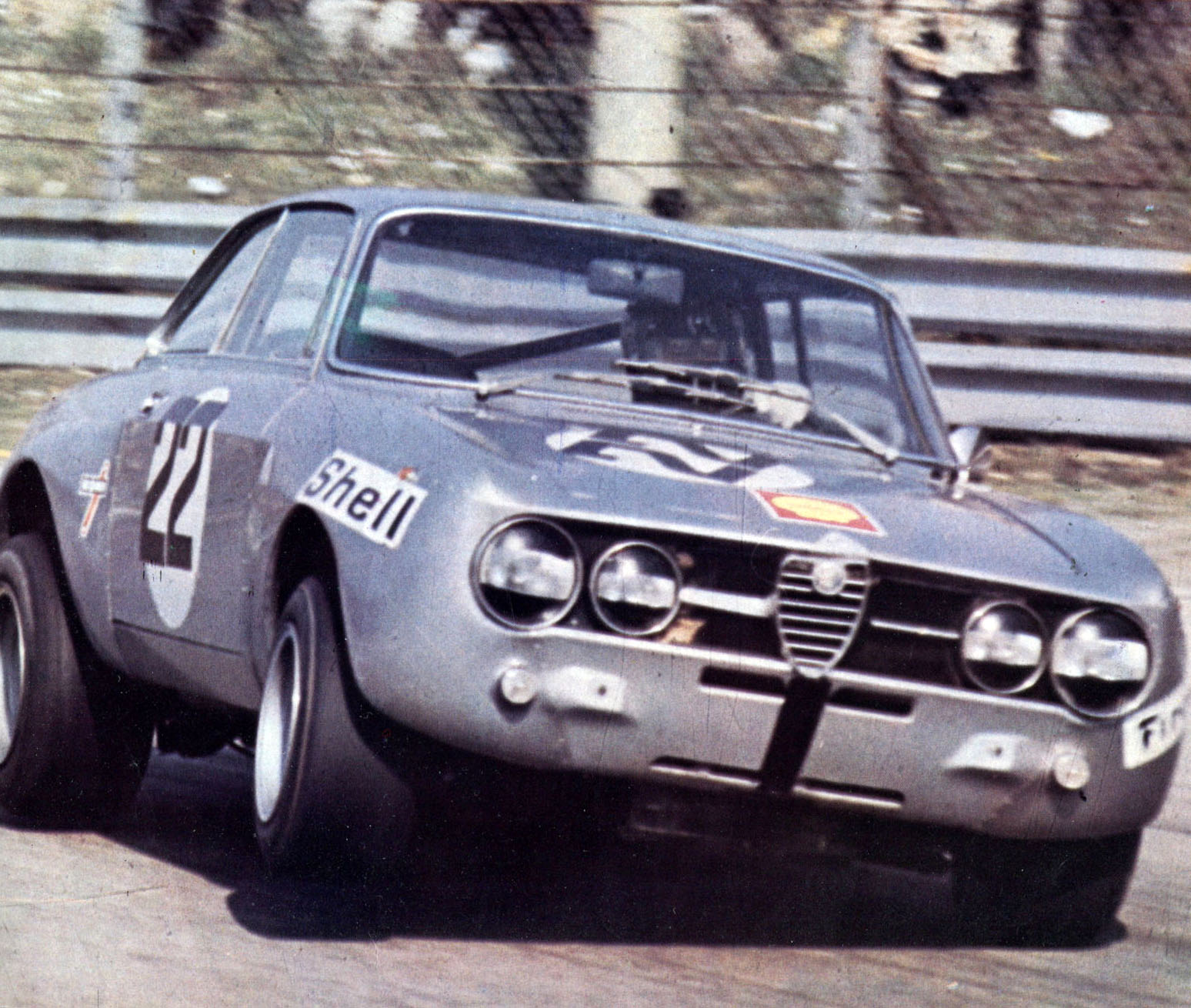
Andrea De Adamich alla guida di una 2000 GTAm durante la 4 Ore di Monza del 1972

Nel 1971, per contrastare le nuove vetture BMW, l'Autodelta potenziò ulteriormente la 1750 GTAm e la ribattezzò 2000 GTAm per riallacciarsi alla nuova gamma 2000 appena lanciata. Le specifiche tecniche sono sostanzialmente identiche a quelle della 1750 GTAm, fatta esclusione per il peso incrementato a 940 kg (imposto dalla FIA) e la potenza maggiorata a 230-240 CV a 7500 giri/min grazie all'iniezione Spica o Lucas, per una velocità massima di 230–240 km/h. Nonostante le lievi modifiche le 2000 GTAm si impongono nuovamente conquistando per il secondo anno di fila il titolo europeo.
Non è possibile sapere esattamente quante GTAm abbiano gareggiato, certamente molte più dei 19 esemplari ufficialmente costruiti dell'Autodelta che ha ricevuto richieste di elaborazione per ben 40 esemplari tra il 1970 e il 1971. Probabilmente sono oltre una cinquantina le GTAm realizzate da varie officine anche con i kit di trasformazione, forniti dall'Alfa Romeo ai piloti privati, dei quali non si conosce l'entità numerica. La recente storia accredita circa 40 esemplari di GTAm in totale realizzati dall'Autodelta o con kit originali dell'epoca.
Nel 1972 lo sviluppo della GTAm sarà accantonato in favore della 33 Sport ma le vetture prodotte continueranno a correre per anni nelle mani dei piloti privati.

## Caratteristiche tecniche
| Caratteristiche tecniche - Alfa Romeo Giulia Sprint GTA (1965)                                                               | Caratteristiche tecniche - Alfa Romeo Giulia Sprint GTA (1965) | Caratteristiche tecniche - Alfa Romeo Giulia Sprint GTA (1965) | Caratteristiche tecniche - Alfa Romeo Giulia Sprint GTA (1965) | Caratteristiche tecniche - Alfa Romeo Giulia Sprint GTA (1965) | Caratteristiche tecniche - Alfa Romeo Giulia Sprint GTA (1965) |
| --- | --- | --- | --- | --- | --- |
| | | | | | |
| Configurazione | | | | | |
| Carrozzeria: 2 porte | Carrozzeria: 2 porte | Posizione motore: anteriore longitudinale | Posizione motore: anteriore longitudinale | Trazione: posteriore | Trazione: posteriore |
| Dimensioni e pesi | | | | | |
| Ingombri (lungh.×largh.×alt. in mm): 4080 × 1580 × 1310                                                                      | Ingombri (lungh.×largh.×alt. in mm): 4080 × 1580 × 1310 | Ingombri (lungh.×largh.×alt. in mm): 4080 × 1580 × 1310 | Ingombri (lungh.×largh.×alt. in mm): 4080 × 1580 × 1310 | Diametro minimo sterzata: | Diametro minimo sterzata: |
| Interasse: 2350 mm | Interasse: 2350 mm | Carreggiate: anteriore 1324 - posteriore 1274 mm | Carreggiate: anteriore 1324 - posteriore 1274 mm | Altezza minima da terra: | Altezza minima da terra: |
| Posti totali: 2 più 2 | Posti totali: 2 più 2 | Bagagliaio: | Bagagliaio: | Serbatoio: 46 l, di cui riserva 7 | Serbatoio: 46 l, di cui riserva 7 |
| Masse | a vuoto: 745 kg | a vuoto: 745 kg | a vuoto: 745 kg | a vuoto: 745 kg | a vuoto: 745 kg |
| Meccanica | | | | | |
| Tipo motore: 4 cilindri in linea con basamento in lega leggera e canne dei cilindri separate smontabili in ghisa (AR 00502A) | Tipo motore: 4 cilindri in linea con basamento in lega leggera e canne dei cilindri separate smontabili in ghisa (AR 00502A) | Tipo motore: 4 cilindri in linea con basamento in lega leggera e canne dei cilindri separate smontabili in ghisa (AR 00502A) | Cilindrata: (Alesaggio × corsa: 78 × 82 mm) totale: 1570 cm³ | Cilindrata: (Alesaggio × corsa: 78 × 82 mm) totale: 1570 cm³ | Cilindrata: (Alesaggio × corsa: 78 × 82 mm) totale: 1570 cm³ |
| Distribuzione: bialbero a camme in testa comandato da catena, 2 valvole per cilindro disposte a "V" di 80°                   | Distribuzione: bialbero a camme in testa comandato da catena, 2 valvole per cilindro disposte a "V" di 80° | Distribuzione: bialbero a camme in testa comandato da catena, 2 valvole per cilindro disposte a "V" di 80° | Alimentazione: 2 carburatori doppio corpo Weber 45 DCOE | Alimentazione: 2 carburatori doppio corpo Weber 45 DCOE | Alimentazione: 2 carburatori doppio corpo Weber 45 DCOE |
| Prestazioni motore | Potenza: 115 CV a 6000 giri/min / Coppia: 14,5 kgm a 3000 giri/min | Potenza: 115 CV a 6000 giri/min / Coppia: 14,5 kgm a 3000 giri/min | Potenza: 115 CV a 6000 giri/min / Coppia: 14,5 kgm a 3000 giri/min | Potenza: 115 CV a 6000 giri/min / Coppia: 14,5 kgm a 3000 giri/min | Potenza: 115 CV a 6000 giri/min / Coppia: 14,5 kgm a 3000 giri/min |
| Accensione: doppia, 2 bobine, spinterogeno ad 8 uscite, 8 candele                                                            | Accensione: doppia, 2 bobine, spinterogeno ad 8 uscite, 8 candele | Accensione: doppia, 2 bobine, spinterogeno ad 8 uscite, 8 candele | Impianto elettrico: 12V | Impianto elettrico: 12V | Impianto elettrico: 12V |
| Frizione: monodisco a secco                                                                                                  | Frizione: monodisco a secco | Frizione: monodisco a secco | Cambio: manuale a 5 marce e RM | Cambio: manuale a 5 marce e RM | Cambio: manuale a 5 marce e RM |
| Telaio | | | | | |
| Corpo vettura | scocca portante in acciaio con tetto, parafanghi, portiere e cofani in Peraluman 25 | scocca portante in acciaio con tetto, parafanghi, portiere e cofani in Peraluman 25 | scocca portante in acciaio con tetto, parafanghi, portiere e cofani in Peraluman 25 | scocca portante in acciaio con tetto, parafanghi, portiere e cofani in Peraluman 25 | scocca portante in acciaio con tetto, parafanghi, portiere e cofani in Peraluman 25 |
| Sterzo | a vite e rullo | a vite e rullo | a vite e rullo | a vite e rullo | a vite e rullo |
| Sospensioni | anteriori: a ruote indipendenti, doppi quadrilateri, molle elicoidali, ammortizzatori idraulici telescopici non coassiali e barra stabilizzatrice / posteriori: a ponte rigido, puntoni di reazione longitudinali, triangolo superiore, molle elicoidali e ammortizzatori idraulici telescopici coassiali | anteriori: a ruote indipendenti, doppi quadrilateri, molle elicoidali, ammortizzatori idraulici telescopici non coassiali e barra stabilizzatrice / posteriori: a ponte rigido, puntoni di reazione longitudinali, triangolo superiore, molle elicoidali e ammortizzatori idraulici telescopici coassiali | anteriori: a ruote indipendenti, doppi quadrilateri, molle elicoidali, ammortizzatori idraulici telescopici non coassiali e barra stabilizzatrice / posteriori: a ponte rigido, puntoni di reazione longitudinali, triangolo superiore, molle elicoidali e ammortizzatori idraulici telescopici coassiali | anteriori: a ruote indipendenti, doppi quadrilateri, molle elicoidali, ammortizzatori idraulici telescopici non coassiali e barra stabilizzatrice / posteriori: a ponte rigido, puntoni di reazione longitudinali, triangolo superiore, molle elicoidali e ammortizzatori idraulici telescopici coassiali | anteriori: a ruote indipendenti, doppi quadrilateri, molle elicoidali, ammortizzatori idraulici telescopici non coassiali e barra stabilizzatrice / posteriori: a ponte rigido, puntoni di reazione longitudinali, triangolo superiore, molle elicoidali e ammortizzatori idraulici telescopici coassiali |
| Freni | anteriori: a disco / posteriori: a disco, comando idraulico, freno a mano meccanico sulle ruote posteriori | anteriori: a disco / posteriori: a disco, comando idraulico, freno a mano meccanico sulle ruote posteriori | anteriori: a disco / posteriori: a disco, comando idraulico, freno a mano meccanico sulle ruote posteriori | anteriori: a disco / posteriori: a disco, comando idraulico, freno a mano meccanico sulle ruote posteriori | anteriori: a disco / posteriori: a disco, comando idraulico, freno a mano meccanico sulle ruote posteriori |
| Pneumatici | 5,50 M14 / Cerchi: Campagnolo in Elektron da 14" | 5,50 M14 / Cerchi: Campagnolo in Elektron da 14" | 5,50 M14 / Cerchi: Campagnolo in Elektron da 14" | 5,50 M14 / Cerchi: Campagnolo in Elektron da 14" | 5,50 M14 / Cerchi: Campagnolo in Elektron da 14" |
| Prestazioni dichiarate | | | | | |
| Velocità: oltre 185 km/h | Velocità: oltre 185 km/h | Velocità: oltre 185 km/h | Accelerazione: | Accelerazione: | Accelerazione: |
| Consumi | 13,6 l/100 km | 13,6 l/100 km | 13,6 l/100 km | 13,6 l/100 km | 13,6 l/100 km |
| Altro | | | | | |
| Note | dati riferiti alla versione stradale | dati riferiti alla versione stradale | dati riferiti alla versione stradale | dati riferiti alla versione stradale | dati riferiti alla versione stradale |
| Fonte dei dati: | | | | | |

| Caratteristiche tecniche - Alfa Romeo GTA Junior 1300 (1968)                                                                | Caratteristiche tecniche - Alfa Romeo GTA Junior 1300 (1968) | Caratteristiche tecniche - Alfa Romeo GTA Junior 1300 (1968) | Caratteristiche tecniche - Alfa Romeo GTA Junior 1300 (1968) | Caratteristiche tecniche - Alfa Romeo GTA Junior 1300 (1968) | Caratteristiche tecniche - Alfa Romeo GTA Junior 1300 (1968) |
| --- | --- | --- | --- | --- | --- |
| | | | | | |
| Configurazione | | | | | |
| Carrozzeria: 2 porte | Carrozzeria: 2 porte | Posizione motore: anteriore longitudinale | Posizione motore: anteriore longitudinale | Trazione: posteriore | Trazione: posteriore |
| Dimensioni e pesi | | | | | |
| Ingombri (lungh.×largh.×alt. in mm): 4080 × 1580 × 1310                                                                     | Ingombri (lungh.×largh.×alt. in mm): 4080 × 1580 × 1310 | Ingombri (lungh.×largh.×alt. in mm): 4080 × 1580 × 1310 | Ingombri (lungh.×largh.×alt. in mm): 4080 × 1580 × 1310 | Diametro minimo sterzata: | Diametro minimo sterzata: |
| Interasse: 2350 mm | Interasse: 2350 mm | Carreggiate: anteriore 1324 - posteriore 1274 mm | Carreggiate: anteriore 1324 - posteriore 1274 mm | Altezza minima da terra: | Altezza minima da terra: |
| Posti totali: 2 più 2 | Posti totali: 2 più 2 | Bagagliaio: | Bagagliaio: | Serbatoio: 46 l, di cui riserva 7 | Serbatoio: 46 l, di cui riserva 7 |
| Masse | a vuoto: 760 kg | a vuoto: 760 kg | a vuoto: 760 kg | a vuoto: 760 kg | a vuoto: 760 kg |
| Meccanica | | | | | |
| Tipo motore: 4 cilindri in linea con basamento in lega leggera e canne dei cilindri separate smontabili in ghisa (AR 00559) | Tipo motore: 4 cilindri in linea con basamento in lega leggera e canne dei cilindri separate smontabili in ghisa (AR 00559) | Tipo motore: 4 cilindri in linea con basamento in lega leggera e canne dei cilindri separate smontabili in ghisa (AR 00559) | Cilindrata: (Alesaggio × corsa: 78 × 67,5 mm) totale: 1290 cm³ | Cilindrata: (Alesaggio × corsa: 78 × 67,5 mm) totale: 1290 cm³ | Cilindrata: (Alesaggio × corsa: 78 × 67,5 mm) totale: 1290 cm³ |
| Distribuzione: bialbero a camme in testa comandato da catena, 2 valvole per cilindro disposte a "V" di 80°                  | Distribuzione: bialbero a camme in testa comandato da catena, 2 valvole per cilindro disposte a "V" di 80° | Distribuzione: bialbero a camme in testa comandato da catena, 2 valvole per cilindro disposte a "V" di 80° | Alimentazione: 2 carburatori doppio corpo Weber 45 DCOE | Alimentazione: 2 carburatori doppio corpo Weber 45 DCOE | Alimentazione: 2 carburatori doppio corpo Weber 45 DCOE |
| Prestazioni motore | Potenza: 96 CV a 6000 giri/min / Coppia: 12,1 kgm a 3000 giri/min | Potenza: 96 CV a 6000 giri/min / Coppia: 12,1 kgm a 3000 giri/min | Potenza: 96 CV a 6000 giri/min / Coppia: 12,1 kgm a 3000 giri/min | Potenza: 96 CV a 6000 giri/min / Coppia: 12,1 kgm a 3000 giri/min | Potenza: 96 CV a 6000 giri/min / Coppia: 12,1 kgm a 3000 giri/min |
| Accensione: doppia, 2 bobine, spinterogeno ad 8 uscite, 8 candele                                                           | Accensione: doppia, 2 bobine, spinterogeno ad 8 uscite, 8 candele | Accensione: doppia, 2 bobine, spinterogeno ad 8 uscite, 8 candele | Impianto elettrico: 12V | Impianto elettrico: 12V | Impianto elettrico: 12V |
| Frizione: monodisco a secco                                                                                                 | Frizione: monodisco a secco | Frizione: monodisco a secco | Cambio: manuale a 5 marce e RM | Cambio: manuale a 5 marce e RM | Cambio: manuale a 5 marce e RM |
| Telaio | | | | | |
| Corpo vettura | scocca portante in acciaio con tetto, parafanghi, portiere e cofani in Peraluman 25 | scocca portante in acciaio con tetto, parafanghi, portiere e cofani in Peraluman 25 | scocca portante in acciaio con tetto, parafanghi, portiere e cofani in Peraluman 25 | scocca portante in acciaio con tetto, parafanghi, portiere e cofani in Peraluman 25 | scocca portante in acciaio con tetto, parafanghi, portiere e cofani in Peraluman 25 |
| Sterzo | a vite e rullo | a vite e rullo | a vite e rullo | a vite e rullo | a vite e rullo |
| Sospensioni | anteriori: a ruote indipendenti, doppi quadrilateri, molle elicoidali, ammortizzatori idraulici telescopici non coassiali e barra stabilizzatrice / posteriori: a ponte rigido, puntoni di reazione longitudinali, triangolo superiore, molle elicoidali e ammortizzatori idraulici telescopici coassiali | anteriori: a ruote indipendenti, doppi quadrilateri, molle elicoidali, ammortizzatori idraulici telescopici non coassiali e barra stabilizzatrice / posteriori: a ponte rigido, puntoni di reazione longitudinali, triangolo superiore, molle elicoidali e ammortizzatori idraulici telescopici coassiali | anteriori: a ruote indipendenti, doppi quadrilateri, molle elicoidali, ammortizzatori idraulici telescopici non coassiali e barra stabilizzatrice / posteriori: a ponte rigido, puntoni di reazione longitudinali, triangolo superiore, molle elicoidali e ammortizzatori idraulici telescopici coassiali | anteriori: a ruote indipendenti, doppi quadrilateri, molle elicoidali, ammortizzatori idraulici telescopici non coassiali e barra stabilizzatrice / posteriori: a ponte rigido, puntoni di reazione longitudinali, triangolo superiore, molle elicoidali e ammortizzatori idraulici telescopici coassiali | anteriori: a ruote indipendenti, doppi quadrilateri, molle elicoidali, ammortizzatori idraulici telescopici non coassiali e barra stabilizzatrice / posteriori: a ponte rigido, puntoni di reazione longitudinali, triangolo superiore, molle elicoidali e ammortizzatori idraulici telescopici coassiali |
| Freni | anteriori: a disco / posteriori: a disco, comando idraulico con servofreno, freno a mano meccanico sulle ruote posteriori | anteriori: a disco / posteriori: a disco, comando idraulico con servofreno, freno a mano meccanico sulle ruote posteriori | anteriori: a disco / posteriori: a disco, comando idraulico con servofreno, freno a mano meccanico sulle ruote posteriori | anteriori: a disco / posteriori: a disco, comando idraulico con servofreno, freno a mano meccanico sulle ruote posteriori | anteriori: a disco / posteriori: a disco, comando idraulico con servofreno, freno a mano meccanico sulle ruote posteriori |
| Pneumatici | 5,50 M14 / Cerchi: in acciaio da 14" | 5,50 M14 / Cerchi: in acciaio da 14" | 5,50 M14 / Cerchi: in acciaio da 14" | 5,50 M14 / Cerchi: in acciaio da 14" | 5,50 M14 / Cerchi: in acciaio da 14" |
| Prestazioni dichiarate | | | | | |
| Velocità: 175 km/h | Velocità: 175 km/h | Velocità: 175 km/h | Accelerazione: 0-100 Km/h: 10 | Accelerazione: 0-100 Km/h: 10 | Accelerazione: 0-100 Km/h: 10 |
| Consumi | 13,6 l/100 km | 13,6 l/100 km | 13,6 l/100 km | 13,6 l/100 km | 13,6 l/100 km |
| Altro | | | | | |
| Note | dati riferiti alla versione stradale | dati riferiti alla versione stradale | dati riferiti alla versione stradale | dati riferiti alla versione stradale | dati riferiti alla versione stradale |
| Fonte dei dati: | | | | | |

### Versioni da gara
| Caratteristiche tecniche vetture preparate dell'Autodelta | | | |
| Modello                                                   | Giulia Sprint GTA | GTA 1300 Junior | 1750-2000 GTAm |
| Motore                                                    | 4 cilindri in linea anteriore longitudinale, basamento in lega leggera con alloggiamento dell’albero motore, canne dei cilindri separate in ghisa smontabili                 | 4 cilindri in linea anteriore longitudinale, basamento in lega leggera con alloggiamento dell’albero motore, canne dei cilindri in fusione unica in ghisa smontabili         | 4 cilindri in linea anteriore longitudinale, basamento in lega leggera con alloggiamento dell’albero motore, canne dei cilindri in fusione unica in ghisa smontabili                                              |
| Cilindrata                                                | 1570 cm³ (Alesaggio × corsa: 78 × 82 mm) | 1290 cm³ (Alesaggio × corsa: 74 × 75 mm) | 1985 cm³ (Alesaggio × corsa: 84,5 × 85,5 mm) |
| Distribuzione                                             | bialbero a camme in testa comandato da catena, 2 valvole per cilindro disposte a "V" di 80°                                                                                  | bialbero a camme in testa comandato da catena, 2 valvole per cilindro disposte a "V" di 45°                                                                                  | bialbero a camme in testa comandato da catena, 2 valvole per cilindro disposte a "V" di 45° |
| Accensione                                                | doppia, 2 bobine, spinterogeno ad 8 uscite, 8 candele | doppia, 2 bobine, spinterogeno ad 8 uscite, 8 candele | doppia, 2 bobine, spinterogeno ad 8 uscite, 8 candele |
| Rapporto di compressione                                  | 10,5:1 | 11:1 | 11:1 |
| Alimentazione                                             | 2 carburatori Weber 45 DCOE | 2 carburatori Weber 45 DCOE | iniezione indiretta SPICA (o Lucas) con 2 pompe elettriche |
| Potenza max                                               | 165 CV a 7500 giri/min | 145 CV a 7800 giri/min | 210/240 CV a 7500 giri/min |
| Coppia max                                                | 16,5 kgm a 5500 giri/min | 14 kgm a 6500 giri/min | ND |
| Frizione                                                  | monodisco a secco con parastrappi | monodisco a secco con parastrappi | monodisco a secco con parastrappi |
| Cambio                                                    | a 5 rapporti + RM | a 5 rapporti + RM | a 5 rapporti + RM |
| Trazione                                                  | posteriore con differenziale autobloccante ZF | posteriore con differenziale autobloccante ZF | posteriore con differenziale autobloccante ZF |
| Scocca                                                    | telaio autoportante in acciaio con carrozzeria in Peraluman 25, dal 1971 su alcune 1300 parafanghi allargati in vetroresina                                                  | telaio autoportante in acciaio con carrozzeria in Peraluman 25, dal 1971 su alcune 1300 parafanghi allargati in vetroresina                                                  | telaio autoportante in acciaio con parafanghi in vetroresina, su alcuni esemplari portiere in lega leggera |
| Sospensioni ant.                                          | a ruote indipendenti, doppi quadrilateri, molle elicoidali, ammortizzatori idraulici telescopici non coassiali regolabili e barra stabilizzatrice                            | a ruote indipendenti, doppi quadrilateri, molle elicoidali, ammortizzatori idraulici telescopici non coassiali regolabili e barra stabilizzatrice                            | a ruote indipendenti, doppi quadrilateri, molle elicoidali, ammortizzatori idraulici telescopici non coassiali regolabili e barra stabilizzatrice                                                                 |
| Sospensioni post.                                         | a ponte rigido, puntoni di reazione longitudinali, triangolo superiore, "slittone", molle elicoidali, ammortizzatori idraulici telescopici coassiali e barra stabilizzatrice | a ponte rigido, puntoni di reazione longitudinali, triangolo superiore, "slittone", molle elicoidali, ammortizzatori idraulici telescopici coassiali e barra stabilizzatrice | a ponte rigido, puntoni di reazione longitudinali, triangolo superiore, "slittone", molle elicoidali, ammortizzatori idraulici telescopici coassiali e barra stabilizzatrice                                      |
| Impianto frenante                                         | a disco sulle 4 ruote con comando idraulico e limitatore di frenata al retrotreno. Freno a mano sulle posteriori con comando meccanico                                       | a disco sulle 4 ruote con comando idraulico, servofreno a depressione e limitatore di frenata al retrotreno. Freno a mano sulle posteriori con comando meccanico             | a disco sulle 4 ruote, autoventilanti anteriori con comando idraulico, pinze in lega leggera, servofreno a depressione e limitatore di frenata al retrotreno. Freno a mano sulle posteriori con comando meccanico |
| Carreggiata ant./post. (mm)                               | 1324/1274 | 1385 / 1360 | 1385 / 1360 |
| Pneumatici                                                | Dunlop o Firestone Racing di misura variabile secondo le esigenze | Dunlop o Firestone Racing di misura variabile secondo le esigenze | Dunlop o Firestone Racing di misura variabile secondo le esigenze |
| Ruote                                                     | in lega leggera 14" | in lega leggera 9 × 13" | in lega leggera 9 × 13" |
| Peso a vuoto (kg)                                         | 700 kg | 760 kg | 920 kg (dal 1971 940 kg) |
| Serbatoio                                                 | di sicurezza di capacità variabile tra 50 e 100 litri in base alla lunghezza della gara                                                                                      | di sicurezza di capacità variabile tra 50 e 100 litri in base alla lunghezza della gara                                                                                      | di sicurezza di capacità variabile tra 50 e 100 litri in base alla lunghezza della gara |
| Accelerazione                                             | 0-100 Km/h: 8,8 s; 1 km da fermo: 30.14 s | 0-100 Km/h: 8 s; 1 km da fermo: 29,3 s | 0-100 Km/h: ND |
| Velocità massima (km/h)                                   | oltre 190 | 210 | 220/230 |

## Dati di produzione
| Versione                     | Anni di produzione | Esemplari |
| ---------------------------- | ------------------ | --------- |
| Alfa Romeo Giulia Sprint GTA | dal 1965 al 1967   | 488       |
| Alfa Romeo GTA 1300 Junior   | dal 1967 al 1975   | 1.228     |
| Alfa Romeo 1750/2000 GTAm    | dal 1969 al 1971   | 19        |
| Totale                       | Totale             | 1.735     |

## Eredi

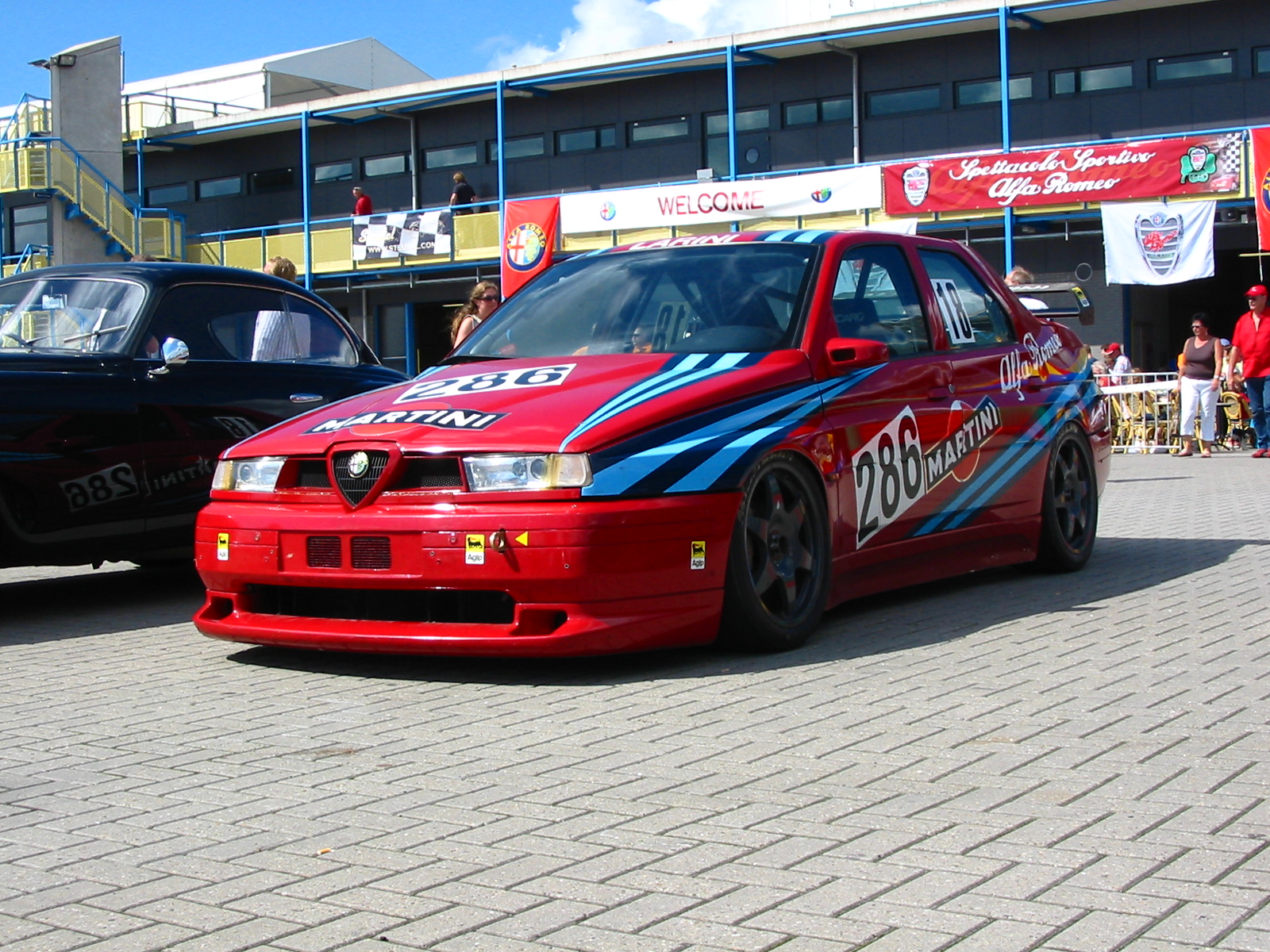
La 155 GTA con livrea Martini Racing vincitrice del Superturismo 1992

Dopo l'uscita di produzione la sigla GTA è stata usata da altri modelli anche se non erano sempre delle versioni “alleggerite” dei modelli di produzione.
La prima ad evocarne il nome fu l'Alfasud 1.5 Export GTA, proposta a partire dal 1981 dalla filiale sudafricana della casa milanese; formata dalla scocca dell'Alfasud 5 porte con il motore dell'Alfasud Ti 105 Quadrifoglio Verde da 105 CV.
Nel 1992 la sigla GTA è stata utilizzata per battezzare l'Alfa Romeo 155 Q4 GTA che avrebbe vinto il campionato italiano Superturismo e sarebbe servita da base per i futuri successi della 155 V6 TI impiegata a metà dello stesso decennio nel DTM/ITC. Sempre sulla base della 155 Q4 venne realizzato dall'ingegner Sergio Limone anche un esemplare unico stradale chiamato 155 GTA stradale.
Nel 2002 vennero lanciate tre GTA: le prime due basate sulla 156, la 156 GTA e 156 GTA Sportwagon e l'ultima sulla 147, la 147 GTA tutte dotate del motore V6 3.2 litri "Busso" da 250 cv abbinato a un cambio manuale a 6 marce o a quello robotizzato Selespeed e con una caratterizzazione esterna più sportiva ma senza alleggerimenti. Sempre nel 2002 al Motorshow di Bologna venne presentata dalla N.Technology la 156 GTAm, ovvero una 156 GTA con motore dalla cilindrata aumentata a 3548 cm3 e 300 CV e bodykit con passaruota svasati, cerchi in lega da 19” ed un differenziale a slittamento limitato che però rimase esemplare unico.
Al Salone dell'Automobile di Ginevra 2009 venne presentato il prototipo MiTo GTA, una MiTo Quadrifoglio Verde ulteriormente potenziata e con un'estetica specifica che tuttavia non entrò in produzione.
Nel 2020 sono state presentate le ultime due eredi in ordine di tempo, la Giulia GTA e GTAm, che sono delle versioni alleggerite di circa 100 kg della Giulia Quadrifoglio lanciata nel 2016. Il motore è lo stesso V6 biturbo 2.9 potenziato fino a 540 CV, ben 30 CV in più della versione precedente, e dotato di un migliorato sistema di lubrificazione abbinato ad un cambio sequenziale mentre l'aerodinamica è stata migliorata con nuove appendici aerodinamiche anteriori e posteriori sviluppate nella galleria del vento Sauber. All'interno della GTA rimangono i quattro sedili della Quadrifoglio mentre sulla più estrema GTAm i posti sono solo due, con sedili sportivi, cinture di sicurezza a sei punti e rollbar omologato.